# Галл (жрец)

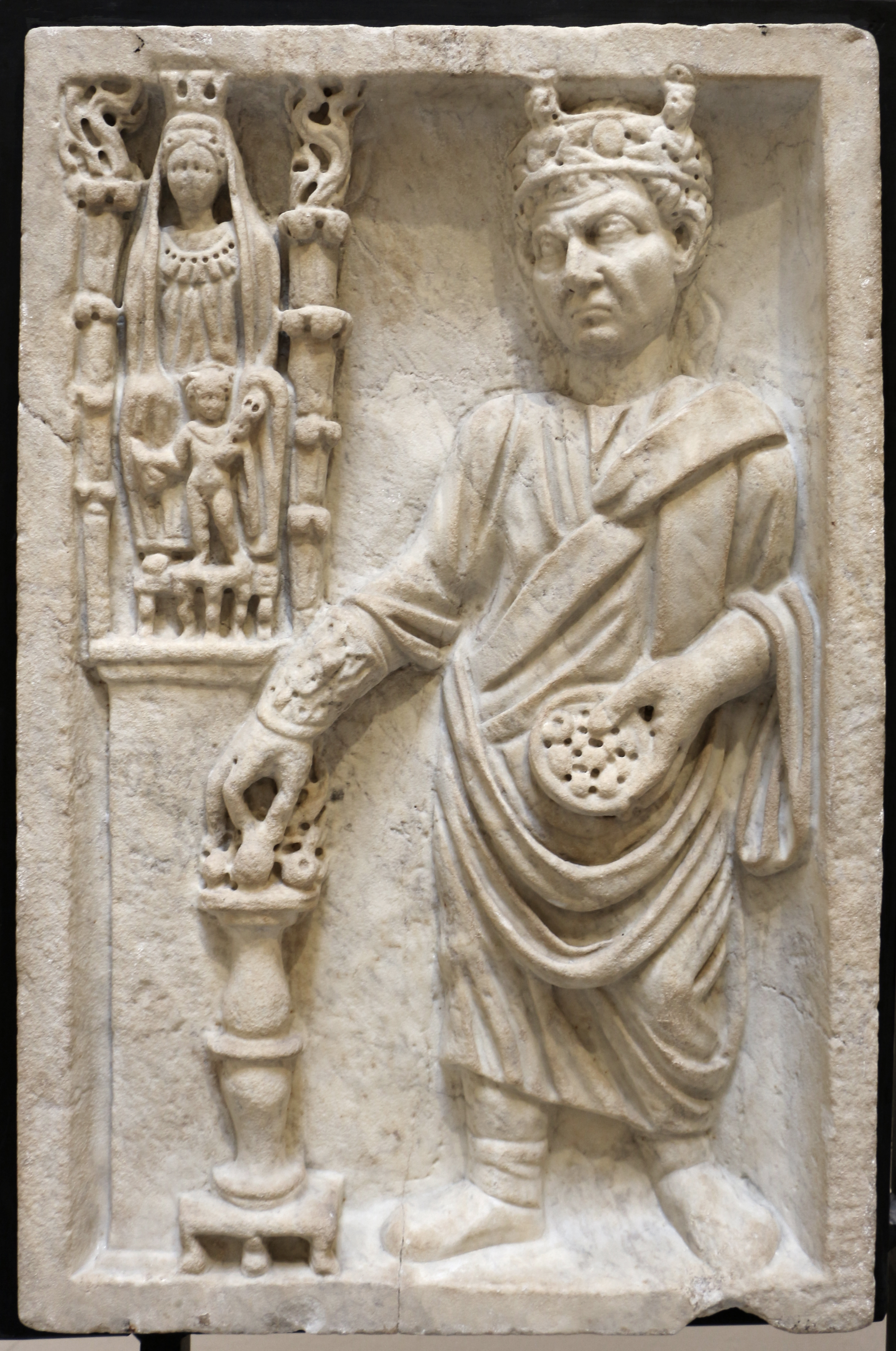
Статуя жреца-галла, III век, Капитолийские музеи, Рим.

Га́ллы (греч. γάλλοι, лат. galli) — античные жрецы матери богов Кибелы, её возлюбленного Аттиса и почитаемой в Риме сирийской богини Атаргатис.
Особенно многочисленны были в городе Иераполь (Гиераполь; ныне Турция; ок. трёхсот жрецов). Согласно Овидию, именование произошло от названия фригийской реки Галла. В Древнем Риме жрец-галл входил в Галльскую коллегию («collegium Gallorum»); председатель которой имел титул архигалла (auchigallus).
Жрецы Кибелы были скопцами (оскоплёнными). Культ азиатской Кибелы, почитавшейся особенно в Галатии в городе Пессинунте, где находилось её святилище и хранилось упавшее, по преданнию, с неба её изображение, мало-помалу смешался в Риме с культом Реи, великой матери богов, благодаря чему последний получил азиатскую окраску и сама богиня обратилась в мистическое всепроизводящее божество земли. Кибеле и её возлюбленному Аттису, преждевременно погибшему, были посвящены в начале весны несколько дней празднеств, в течение которых, под оглушительные звуки бурной музыки, жрецы предавались диким пляскам (galliambi) и подвергали себя кровавым увечьям, — всё это под пение галлиямбов. Лукиан передавал, что на большие праздники богини народ стекался со всего Востока.
В Рим этот культ проник в эпоху 2-й пунической войны, но всегда оставался для него чужеземным, и его жрецы (collegium Gallorum) выписывалась из Фригии. Впоследствии культ азиатской Кибелы утратил общественный интерес, и жрецы его влачили жалкое существование, питаясь подаяниями.
Апулей изображает жрецов-галлов в своём романе «Метаморфозы» (II век). Мифическими предшественниками жрецов-галлов считают корибантов, сыновей Аполлона и музы Талии.